# I'll See You in My Dreams (2015)
I'll See You in My Dreams is een Amerikaanse film uit 2015, geregisseerd door Brett Haley. De film ging in wereldpremière op 27 januari op het Sundance Film Festival.

## Verhaal
Carol is een zeventigplusser, weduwe en gepensioneerde schooljuffrouw. Ze leeft een rustig leventje, kaart met haar vrienden, werkt in haar tuin en geniet van een glas wijn. Haar leven verandert wanneer haar trouwe hond sterft. Ze sluit een nieuwe vriendschap met de man die haar zwembad onderhoudt en die haar overhaalt om naar een speeddatingfeestje te gaan. Vanuit het niets verschijnt daar de uitbundige Bill.

## Rolverdeling
| Acteur        | Personage          |
| ------------- | ------------------ |
| Blythe Danner | Carol Petersen     |
| Martin Starr  | Lloyd              |
| Sam Elliott   | Bill               |
| Malin Akerman | Katherine Petersen |
| June Squibb   | Georgina           |
| Rhea Perlman  | Sally              |